# Люцим
Люцим (пол. Lucim, нім. Lugfelde) — село в Польщі, у гміні Короново Бидґозького повіту Куявсько-Поморського воєводства.
Населення — 580 осіб (2011).
У 1975-1998 роках село належало до Бидгощського воєводства.

## Демографія
Демографічна структура станом на 31 березня 2011 року:
|          | Загалом | Допрацездатний вік | Працездатний вік | Постпрацездатний вік |
| -------- | ------- | ------------------ | ---------------- | -------------------- |
| Чоловіки | 330     | 71                 | 226              | 33                   |
| Жінки    | 250     | 45                 | 164              | 41                   |
| Разом    | 580     | 116                | 390              | 74                   |